# Catapicephala dasyophthalma
Catapicephala dasyophthalma är en tvåvingeart som först beskrevs av Villeneuve 1927.  Catapicephala dasyophthalma ingår i släktet Catapicephala och familjen spyflugor. Inga underarter finns listade i Catalogue of Life.